# Ehrenfried Stöber
Daniel Ehrenfried Stöber, född den 9 mars 1779 i Strasbourg, död där den 28 december 1835, var en tysk författare. Han var far till August och Adolf Stöber.
Stöber var under det franska herraväldet i Alsace verksam där för tyska språket och kulturen genom översättningar och originalarbeten av skilda slag; högsta poetiska värdet har hans humoristiska visor på elsassiskt landsmål. Hans Sämtliche Gedichte und kleine prosaische Schriften utkom i fyra band 1835–1836. Han använde pseudonymen Vetter Daniel.